# Wirogaten
Wirogaten is een bestuurslaag in het regentschap Kebumen van de provincie Midden-Java, Indonesië. Wirogaten telt 2700 inwoners (volkstelling 2010).